# Austrochloritis pusilla
Austrochloritis pusilla é uma espécie de gastrópode  da família Camaenidae.
É endémica da Austrália.